# Fuera del Resto
Fuera del Resto fue una banda de rock pop formada en 2002 en el Perú por Daniella Saettone (Voz, Guitarra, Compositora), Jano Lavalle (Guitarra), Abraham Spak (Piano, Teclados), Frankie Berninzon (Batería) y hasta el 2003 el Venezolano/Norteamericano Víctor Rojas (Bajo).

## Historia
La banda se formó en 2002, y poco después lanzaron su primer disco homónimo a partir de sus canciones creadas a finales de los años 1990, el cual tuvo buena aceptación por las radios y medios de comunicación. La banda se caracterizó por las letras de su vocalista y compositora Daniella Saettone Se han presentado en varias salas de concierto de la capital (Lima) y han tenido amplia receptividad por el público, la prensa y la radio, ya que a finales del 2003 el sencillo «Dime cuantas veces» (cuyo vídeo salió tiempo después), se posicionó entre las 50 canciones más populares de la radio en Lima, quedando en el #33 ese año.
Su segundo vídeo lleva por nombre «En este río».

## Discografía
- 2003: Fuera del Resto
- 2006: Peces